# Corani Lake
Corani Lake är en sjö i Bolivia.   Den ligger i departementet Cochabamba, i den centrala delen av landet, 210 km norr om huvudstaden Sucre. Corani Lake ligger 3 253 meter över havet. Arean är 18,0 kvadratkilometer. Den sträcker sig 8,9 kilometer i nord-sydlig riktning, och 3,1 kilometer i öst-västlig riktning.
Trakten runt Corani Lake består i huvudsak av gräsmarker. Runt Corani Lake är det glesbefolkat, med 13 invånare per kvadratkilometer.